# Estadio Daniel Chino Canónico
El Estadio Daniel Chino Canónico es un instalación múltipróposito que posee césped artificial y es usada regularmente para la práctica de béisbol y sófbol, localizada en el parroquia Macarao al sur del Municipio Libertador del Distrito Capital al oeste del área metropolitana de Caracas, al centro norte del país sudamericano de Venezuela.
Fue inaugurado en marzo de 2013 siendo parte del proyecto del «Polideportivo Daniel Chino Canónico». El costo de la obra fue de un estimado de 37 millones 500 mil bolívares asumidos por el gobierno nacional de Venezuela y el gobierno regional del Distrito Capital.

## Estadios similares
Existe un estadio de béisbol de nombre similar ubicado en la ciudad de Barquisimeto, estado Lara. El mismo es usado para prácticas de béisbol amateur y además sirvió de sede al equipo Cardenales de Lara hasta el año 1970 cuando se trasladan al estadio Antonio Herrera Gutiérrez (llamado hasta 1991 simplemente Estadio Barquisimeto). Si bien el equipo jugaba alternativamente en la ciudad de Carora. El nombre de ese estadio ubicado en la carrera 37 con calle 32 de Barquisimeto era Stadium Olímpico Lara